# Не моя відповідальність
«Не моя відповідальність» — американський короткометражний фільм 2020 року, написаний і спродюсований співачкою та авторкою пісень Біллі Айліш. Прем'єра відбулася під час туру Where Do We Go? World Tour 9 березня 2020 року. Фільм був офіційно випущений онлайн 26 травня 2020 року й набрав понад 16 мільйонів переглядів на YouTube та 18 мільйонів у Instagram протягом перших п'яти днів після релізу.
Фільм отримав схвальні відгуки від критиків. Однойменну пісню, що грала на фоні, пізніше було включено до другого студійного альбому Айліш Happier Than Ever (2021). Деякі музичні журналісти назвали трек центральним елементом альбому, тоді як інші поставили під сумнів його появу в списку композицій «Happier Than Ever», вважаючи, що він втратив свій емоційний вплив без візуальних елементів.

## Передісторія й реліз
Американська співачка і авторка пісень Біллі Айліш випустила свій дебютний студійний альбом When We All Fall Asleep, Where Do We Go? у березні 2019 року. Альбом став комерційно успішним й допоміг Айліш отримати широке визнання. Її модний стиль, зокрема її вибір носити мішкуватий одяг, привернув увагу громадськості. У той час вона була підлітком, який боровся зі своєю низькою самооцінкою з 11 років. Біллі носила мішкуватий одяг, щоб уникнути сексуальної об’єктивації, хоча визнала, що це змусило інших називати її небажаною та нежіночною.
Коли Айліш виповнилося 18 років, вона стала носити менш мішкуватий одяг, однак все одно отримувала негативні коментарі про свою зовнішність. Айліш, яка використовувала свою творчість для поширення повідомлень про бодіпозитив, сама спродюсувала короткометражний фільм «Не моя відповідальність» (англ. Not My Responsibility) як відповідь на булінг щодо її тіла та подвійних стандартів щодо зовнішнього вигляду молодих жінок. Прем’єра фільму відбулася під час туру Where Do We Go? World Tour 9 березня 2020 року в Маямі, як концертна інтерлюдія. Фільм було завантажено на YouTube-канал Айліш 26 травня 2020 року.

## Синопсис
Дія фільму «Не моя відповідальність» відбувається в тьмяно освітленій кімнаті, і починається з Айліш у чорному піджаку. Поки на фоні грає електронна музика, Біллі поступово знімає сорочку і показує під нею чорний бюстгальтер. Повільно Айліш занурюється в калюжу чорної води й знову виринає на поверхню, повністю вкрита речовиною.
У фільмі є коментарі Айліш. Вона коментує публічні дискусії навколо її зовнішнього вигляду та визнає різні думки людей про неї, але сумнівається, чи вони «справді знають її настільки, щоб робити припущення щодо її тіла». Біллі говорить про подвійні стандарти, з якими вона стикається, коли носить усе, що їй подобається: «Якщо я ношу те, що зручно, я не жінка. Якщо я зніму мішкуватий одяг, я повія». Свій монолог співачка завершує словами: «Моя цінність базується лише на вашому сприйнятті? Або ваша думка про мене не є моєю відповідальністю?»

## Критичне сприйняття
Короткометражний фільм отримав позитивні відгуки як від шанувальників співачки, так і від критиків. Фільм служить відповіддю Айліш на негативну реакцію публіки щодо її стилю й поведінки. 
Алтея Легаспі з Rolling Stone назвала фільм «потужним», тоді як Каренна Мередіт з PopSugar похвалила Біллі за «сильне повідомлення». 

## Однойменна пісня
Аудіо короткометражного фільму було включене до другого студійного альбому Айліш, Happier Than Ever. Альбом вийшов 30 липня 2021 року на Darkroom та Interscope Records. Лірично трек розповідає про боротьбу, з якою стикаються молоді жінки в індустрії розваг: емоційне насильство, мізогінія, подвійні стандарти.
«Not My Responsibility» була написана Айліш та її старшим братом Фіннеас О'Коннеллом, що також виступив продюсером. 
Айліш виконала «Not My Responsibility» у рамках концертного фільму від Disney+ «Happier Than Ever: A Love Letter to Los Angeles», який вийшов 3 вересня 2021 року. Вона також включила його в сет-лист поточного туру співачки Happier Than Ever, The World Tour, який розпочався 3 лютого 2022 року.

### Учасники запису
- Біллі Айліш – вокал, написання пісні.
- Фіннеас О'Коннелл — написання пісні, продюсування, аранжування вокалу, бас, синтезатор.
- Дейв Катч – мастеринг.
- Роб Кінельскі – зведення.